# Henry O. Talle

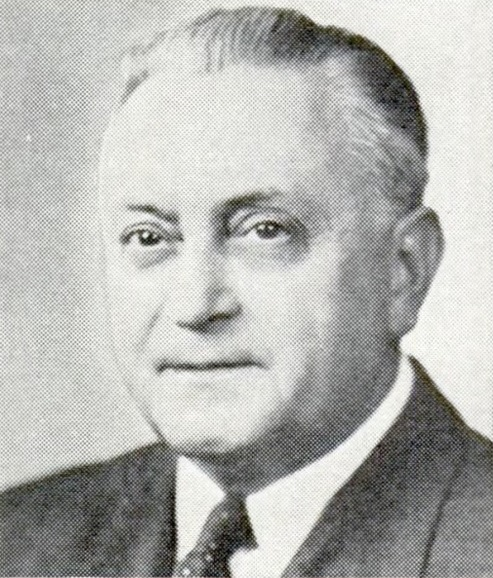
Henry O. Talle

Henry Oscar Talle (* 12. Januar 1892 bei Albert Lea, Minnesota; † 14. März 1969 in Washington, D.C.) war ein US-amerikanischer Politiker. Zwischen 1939 und 1959 vertrat er den Bundesstaat Iowa im US-Repräsentantenhaus.

## Werdegang
Henry Talle wurde auf einer Farm im Freeborn County in Minnesota geboren. Er besuchte die öffentlichen Schulen seiner Heimat und danach bis 1917 das Luther College in Decorah (Iowa). Während des Ersten Weltkrieges unterbrach er seine Studien, um in der US-Marine zu dienen. Nach dem Krieg setzte er seine Ausbildung an der University of Minnesota, der Boston University und der University of Chicago fort. Danach ging er in den Schuldienst und arbeitete zunächst für kurze Zeit in North Dakota. Zwischen 1921 und 1938 unterrichtete er Wirtschaftslehre am Luther College. Von 1932 und 1938 war er auch Finanzvorstand dieser Schule.
Politisch war Talle Mitglied der Republikanischen Partei. 1938 wurde er im vierten Wahlbezirk von Iowa in das US-Repräsentantenhaus in Washington gewählt, wo er am 3. Januar 1939 die Nachfolge von Fred Biermann von der Demokratischen Partei antrat. Nach zwei Wiederwahlen konnte er seinen Distrikt bis zum 3. Januar 1943 im Kongress
vertreten. Für die Wahlen des Jahres 1942 wurden die Wahlbezirke in Iowa neu gegliedert und Talle kandidierte nun für den zweiten Distrikt, wo er nach seiner Wahl am 3. Januar 1943 William S. Jacobsen im Kongress ablöste. Nach sieben Wiederwahlen konnte er zwischen 1939 und 1959 zehn zusammenhängende Legislaturperioden im US-Repräsentantenhaus absolvieren. In diese Zeit fielen der Zweite Weltkrieg, der Koreakrieg und der Beginn des Kalten Krieges. Im Jahr 1951 wurde der 22. Verfassungszusatz verabschiedet, der die Amtszeiten des Präsidenten festlegte.
Bei den Wahlen des Jahres 1958 verlor Talle gegen Leonard G. Wolf. Zwischen 1959 und 1961 arbeitete er für die Bundesbehörde Housing and Home Finance Agency. Er starb im März 1969 in Washington und wurde auf dem Nationalfriedhof Arlington beigesetzt.